# Panurgus intermedius
Panurgus intermedius là một loài Hymenoptera trong họ Andrenidae. Loài này được Rozen mô tả khoa học năm 1971.